# 合計特殊出生率

国別の合計特殊出生率

合計特殊出生率（ごうけいとくしゅしゅっしょうりつ、英: Total fertility rate、略称: TFR）とは、一人の女性が一生の間に出産する子供の人数。15～49歳までの全女性の年齢別出生率を合計した人口統計の指標。TFRが人口置換水準（2.07）を下回ると、その国及び地域の次世代の人口が自然減する。
既婚女性に限定した出生力の指標には完結出生児数があり、これは結婚経過期間15〜19年の夫婦の平均子ども数から計算される。似た指標に既婚女性が一生の間に産む子どもの平均数を示す、合計結婚出生率（英: Total Marital Fertility Rate、TMFR）がある。

## 定義

### 期間合計特殊出生率
女性が出産可能な年齢を15歳から49歳までと規定し、それぞれの出生率を出し、足し合わせることで、人口構成の偏りを排除し、一人の女性が一生に産む子供の数の平均を求める。
ある年において、{\displaystyle f(x)}を「調査対象において、年齢{\displaystyle x}の女性が一年間に産んだ子供の数」、{\displaystyle g(x)}を「調査対象における年齢{\displaystyle x}の女性の数」とすると、その年の合計特殊出生率は{\displaystyle \sum _{x=15}^{49}{\frac {f(x)}{g(x)}}}で表される。一般に合計特殊出生率とは期間合計特殊出生率を指す。
期間合計特殊出生率は、言い換えると「ある年における全年齢の女性の出生状況を一人の女性が行うと仮定して算出する数値」であるが、調査対象のライフスタイルが世代ごとに異なることなどから、「一人の女性が一生に産む子供の数」を正確に示すものではない。具体的には、早婚化などにより出産年齢が早まると、早い年齢で出産する女性と、旧来のスタイルで出産する女性とが同じ年に存在することになるので、見かけ上の期間合計特殊出生率は高い値を示す。逆に、晩婚化が進行中ならば、見かけ上の期間合計特殊出生率は低い値を示す。

### コーホート合計特殊出生率
コーホート（同年代に生まれた人々）の出生率を積み上げて求める。
特定のコーホートの出生力を示すもので、最終的な数字はコーホートが50歳になるまで確定しない。

## 人口置換水準
人口置換水準、人口置換出生率（Replacement-level fertility）とは、すべての女性が人口レベルを維持するのに十分な数を出産し、死亡率は一定であり、純移動はゼロであると仮定した場合のTFRである。人口置換水準の出生率が十分に長期間維持されたならば、各世代は正確に自分自身を置換できるとする。
| 国名                                   | 初記録年 |
| -------------------------------------- | -------- |
| フランス                               | 1915年   |
| ドイツ                                 | 1916年   |
| イギリス                               | 1927年   |
| スウェーデン                           | 1928年   |
| スイス                                 | 1929年   |
| チェコ ノルウェー                      | 1931年   |
| ベルギー オーストリア                  | 1933年   |
| ルクセンブルク                         | 1956年   |
| 日本 セルビア                          | 1957年   |
| ハンガリー                             | 1960年   |
| ルーマニア                             | 1962年   |
| クロアチア ウクライナ                  | 1963年   |
| ブルガリア                             | 1965年   |
| ロシア                                 | 1967年   |
| フィンランド デンマーク                | 1969年   |
| オランダ                               | 1973年   |
| アメリカ合衆国 カナダ                  | 1972年   |
| オーストリア                           | 1976年   |
| イタリア                               | 1977年   |
| ベラルーシ ニュージーランド リトアニア | 1978年   |
| スペイン                               | 1981年   |
| ギリシャ ポルトガル                    | 1982年   |
| 大韓民国                               | 1983年   |
| 中華民国                               | 1984年   |
| ポーランド スロバキア アイルランド     | 1989年   |

人口の男女比が1対1と仮定し、すべての女性が出産可能年齢範囲の上限である49歳を超えるまで生きるとすると、合計特殊出生率が2であれば人口は横ばいを示し、これを上回れば自然増、下回れば自然減となるはずである。しかし、実際には生まれてくる子供の男女比は男性のほうが若干高いことや、出産可能年齢の下限である15歳以下で死亡する女性がいることなどから、医療技術や栄養状態が良好な現代先進国においても、人口維持に必要な合計特殊出生率は2.06〜2.08程度とされ、これを下回れば人口は減少する計算になる。もちろん、途上国や紛争国などの乳児死亡率が高い国や（アフリカやアジアなどに多い）、中国やインドのような出生性比が男性に偏っている(男児選好がみられる)国においては、人口を維持するのにより高い合計特殊出生率が必要となる。
逆に米国やスウェーデンなどの移民等で人口をカバーできる国や地域においては、合計特殊出生率が2.06を下回っていても人口を維持できる場合がある。現代（2010 - 2015年）の全世界の人口置換水準は、世界平均で TFR 2.3 である。

## 先進国の合計特殊出生率
2021年時点で先進国で合計特殊出生率(TFR)が人口置換水準2.1を超えているのはイスラエルのみとなっている (ただしイスラエルには 超正統派という他の先進国にはない社会階層があり、出生率内訳:世俗派女性2.4・超正統派女性6.9となっている) 。

### 日本

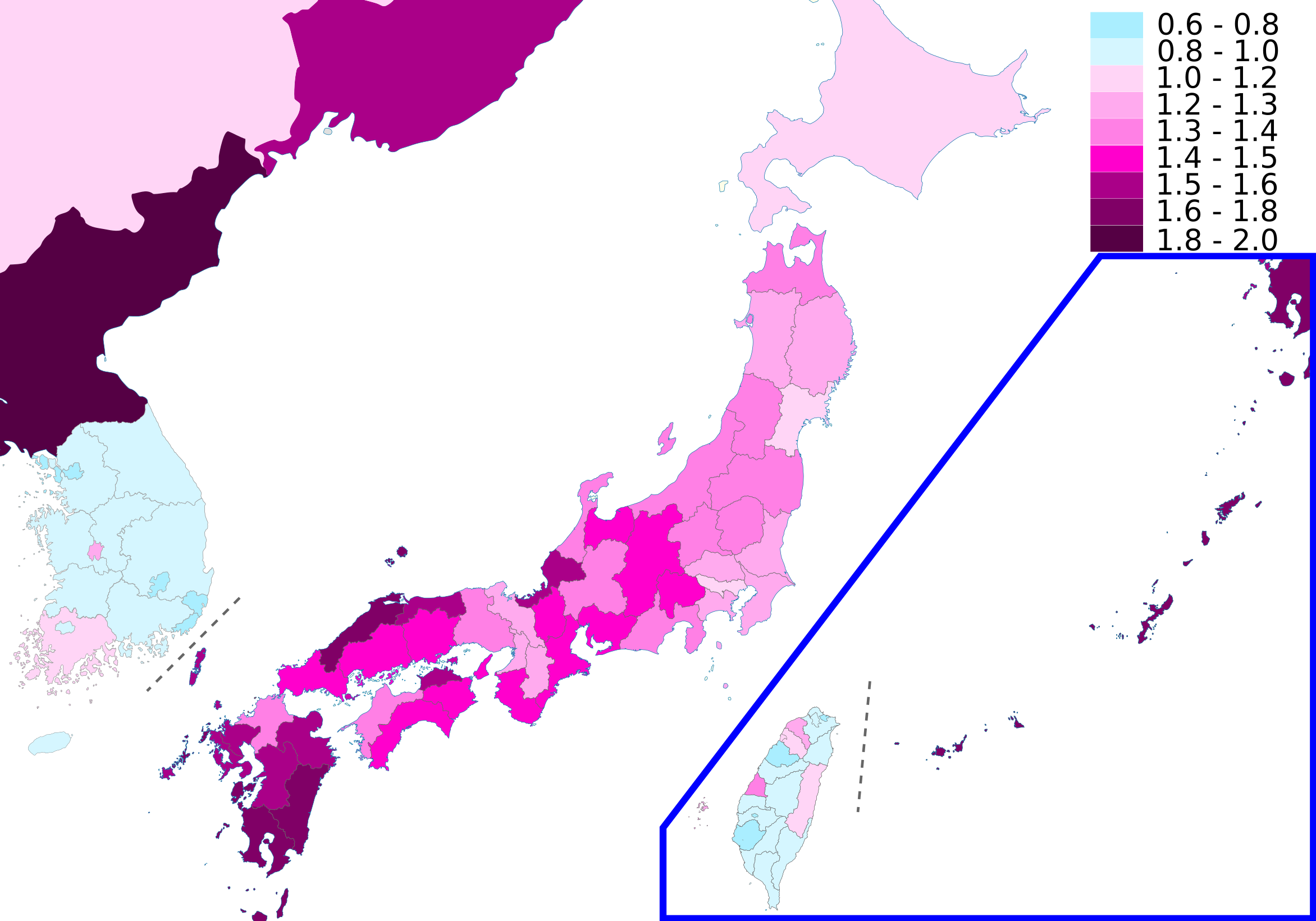
日本・韓国・台湾の広域的地方公共団体別合計特殊出生率（2021年）

日本の合計特殊出生率(TFR)と出生数(1000人単位)の推移

厚生労働省が発表する「人口動態統計特殊報告」によると、終戦直後の出産解禁現象により生じた第1次ベビーブームの頃には期間合計特殊出生率は4.5以上の高い値を示したが、その後は出生率が減少し続け1957年（昭和32年）には人口置換水準を下回った。1966年（昭和41年）は丙午で、前後の年よりも極端に少ない1.58であった。その後、死亡率の減少による人口置換水準の低下により1967年（昭和42年）から1973年（昭和48年）まで人口置換水準を上回っていたが、それ以降はまた下回るようになった。
団塊の世代が出産適齢期から完全に抜けた1989年（昭和64年・平成元年）には1966年（昭和41年）の丙午の数値1.58をも下回る1.57であることが明らかになり、社会的関心が高まったため1.57ショックと呼ばれ、少子化問題が深刻化した。その後も徐々に数値は減少していき、2005年（平成17年）には1.26にまで減少した。
しかし、2006年（平成18年）以降はやや上昇方向へ転じ2015年（平成27年）の合計特殊出生率は1994年（平成6年）以来の最高値となる1.45であった。
2007年（平成19年）以降は、合計特殊出生率の上昇にもかかわらず、出生数は減少傾向にあり、2016年（平成28年）からは100万人を下回り2018年の出生数は91.8万人であった。これは、出産が可能な女性の総人口が減少していることによるものである。
2019年（令和元年）には、出生数が86万5234人で初の90万人割れとなった。また、合計特殊出生率も4年連続で低下して1.36となった。2020年版の少子化社会対策白書では、現状を「86万ショック」と呼ぶべき状況であると危機感が表現された。

### EU圏内

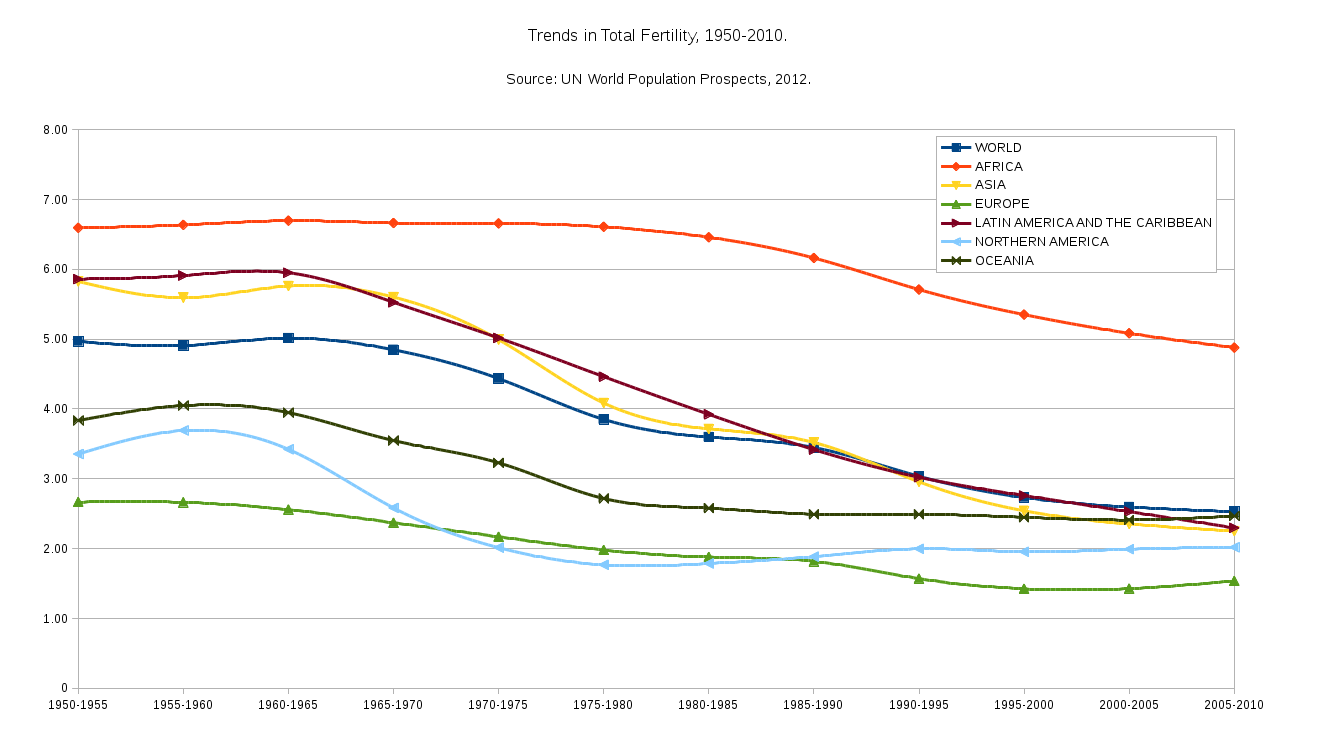
世界の大陸別のTFR推移。欧州は下位グループである。

欧州連合（EU）の合計特殊出生率は、2020年の時点で1.50である。域内においては、フランス、北欧諸国、英国（2020年離脱）などが比較的高く、ドイツ、オーストリア、ポーランド、南欧諸国などが比較的低い傾向がある。

#### 移民問題との関係
1995年-2000年にかけてフランス国籍夫婦の子、移民夫婦の子の両方が増加していた。しかし、2000年以降はフランス国籍夫婦の子の数は横ばいで、フランス国籍と移民による子が増加し、比率も2000年には8.6%だったのが、2010年には13.3%まで伸びて国内の出生の一割を超えた。フランスにおける出生数の増加は「フランス国籍と移民の間の子」「移民夫婦の子」の増加によるものである。フランス国籍と移民の間の子の内訳で、移民出身国はヨーロッパが15%、フランス語圏のアフリカが65%、トルコを中心にアジアからが15%程度である。フランス国籍と移民の間の子のうち、片親が仏以外の白人が多い欧州連合(EU)圏内の国籍なのは15%に過ぎず、フランス国籍の妻とEU外の夫の子供が44%、フランス国籍の夫とEU外の妻が41%となっている。更にこの数字は、出産時にフランス国籍の場合と移民である場合を分類する。フランス語圏のアフリカやトルコなどイスラム圏からフランス国籍取得後に同郷の男性や女性を呼びよせが含まれていない。
内海夏子によるとイギリスやドイツ、スウェーデンなど北欧・欧州各国でもイスラム教を中心に原理主義による名誉殺人や移民が持ち込む犯罪が発生しており、その多くの犠牲者は女性である。スウェーデンは出生率維持のために移民政策を、採用している。移民の文化的慣習を抑制や禁ずるような政策を実行しようとすれば、「人種差別だ」という批判の声があがるため、対策ができないでいる。逆にイラクからの移民である人権活動家サラ・モハメッドやクルド系ジャーナリストのディルシャ・テミルバグスタンなどは「名誉を口実にした暴力は移民文化に根ざすもの。解決の糸口をつかむには、その文化的背景に目を向けなければならない」として受け入れ国の文化やルールを守らない非世俗移民を受け入れる移民政策の問題を指摘している。

## 極低出生率
| 国名                                                    | 初記録年 |
| ------------------------------------------------------- | -------- |
| 香港                                                    | 1989年   |
| ドイツ                                                  | 1992年   |
| イタリア スペイン                                       | 1993年   |
| ブルガリア ラトビア チェコ · ギリシャ スロベニア マカオ | 1995年   |
| ロシア                                                  | 1996年   |
| ウクライナ ベラルーシ                                   | 1997年   |
| エストニア                                              | 1998年   |
| ハンガリー                                              | 1999年   |
| スロバキア                                              | 2000年   |
| ルーマニア リトアニア アルメニア                        | 2001年   |
| 韓国 ポーランド · ボスニア・ヘルツェゴビナ              | 2002年   |
| 台湾 日本 シンガポール                                  | 2003年   |
| モルドバ                                                | 2005年   |
| ポルトガル                                              | 2012年   |
| アンドラ                                                | 2013年   |
| プエルトリコ                                            | 2016年   |
| マルタ                                                  | 2017年   |
| タイ                                                    | 2019年   |
| 中国 チリ                                               | 2020年   |
| ウルグアイ コスタリカ モーリシャス                      | 2022年   |
| フィンランド カナダ                                     | 2023年   |

極低出生率（lowest-low fertility）という語は、合計特殊出生率（TFR）が1.3以下の場合に用いられる。この現象は、東欧、南欧、東アジア、中南米の国々に多く見られる。2001年時点で、ヨーロッパの人口の半分以上が極低出生率国に居住していたが、欧州ではそれ以来合計特殊出生率は微増している。

### 世界の超低出生記録
一定以上の人口を有する地域に限れば、歴史上世界最低の合計特殊出生率は2000年に中華人民共和国黒竜江省ジャムス市が記録した0.41である。中国東北地方は世界的にも出生率が非常に低い地域であり、人口学者の易富賢は「2020年の合計特殊出生率を1.3としている中国政府の人口統計には総人口・出生数の水増しが行われており、実際には中国全土の平均が1.0未満、東北地方においてはわずか0.7前後に過ぎない」と指摘している。
また、国家単位での史上最低値は、大韓民国が2023年に記録した0.72である。最も低い地域である首都ソウルでは、わずか0.55であった。
その他の地域では、旧東ドイツ（1994年）の0.77、スペイン・アストゥリアス州（1998年）の0.80、カナリア諸島（2023年）の0.83がある。

## 関連用語
- 総再生産率 - 一人の女性が一生に産む女児の平均数。
- 純再生産率 - 一人の女性が次世代の母親を生む平均数。総再生産率に女性の年齢別生残数を考慮した数。この値が1を超えると人口が拡大され、1を下回ると人口が縮小される。
  - 出典 総務省 統計局 第2章 人口・世帯 解説 「女性の人口再生産率」より

合計特殊出生率が 1.37 であった2008年の統計では、総再生産率が 0.67 であり、純再生産率が 0.66 であった。